# قشلاق چوخلی قوئی حاج اکبر
قشلاق چوخلی قوئی حاج اکبر یک منطقهٔ مسکونی در ایران است که در دهستان قشلاق غربی واقع شده‌است. قشلاق چوخلی قوئی حاج اکبر ۴۵ نفر جمعیت دارد.